# Leucetta villosa
Leucetta villosa är en svampdjursart som beskrevs av Wörheide och Hooper 1999. Leucetta villosa ingår i släktet Leucetta och familjen Leucettidae.
Artens utbredningsområde är havet kring Australien. Inga underarter finns listade i Catalogue of Life.